# J. Depreux
J. Depreux war ein französischer Hersteller von Automobilen.

## Unternehmensgeschichte
Das Unternehmen aus Levallois-Perret begann 1922 mit der Produktion von Automobilen. Der Markenname lautete Fordinette. Es bestand keine Verbindung zu Ford. 1923 endete die Produktion.

## Fahrzeuge
Das einzige Modell JD war ein Cyclecar. Ein Vierzylindermotor von Chapuis-Dornier mit 807 cm³ Hubraum trieb die Fahrzeuge an.